# 鴿號 (列車等級)
鴿號（：／ Bidulgi ho */?）是1984年韩国铁道厅設置的一种列车等级，属于普通列車，曾经运行于韩国各条路线上，幾乎停靠每個車站，作為最低級別的普通列车和通勤列車使用。

## 概述
鴿號的前身是1963年制定的列车等级“普通”，名称则来自京釜線特快列車的名稱，1974年8月15日京釜線上存在的各種特快列車，诸如常青號、鴿號、銀河號、統一號等，統一名稱為「統一號」，1980年1月1日改名“特快”。1984年1月1日韓國鐵道廳更改列車級別和名称，除首都圈電鐵运营範圍之外，設置4種列車級別--新村號、無窮花號、統一號、鴿號，鴿號作為“普通列車”運行停靠所有車站的列車，作為最低級別的列車運行。
由於客車老化，以及提升運價考量，韩国铁道厅自1990年代開始計畫取消鴿號，1996年鴿號開始從各路線退出，列車取消或被統一號取代，1998年除旌善線外的所有路线的鴿號都被廢除，2000年11月14日鴿號退出旌善線，結束營運。

## 車輛

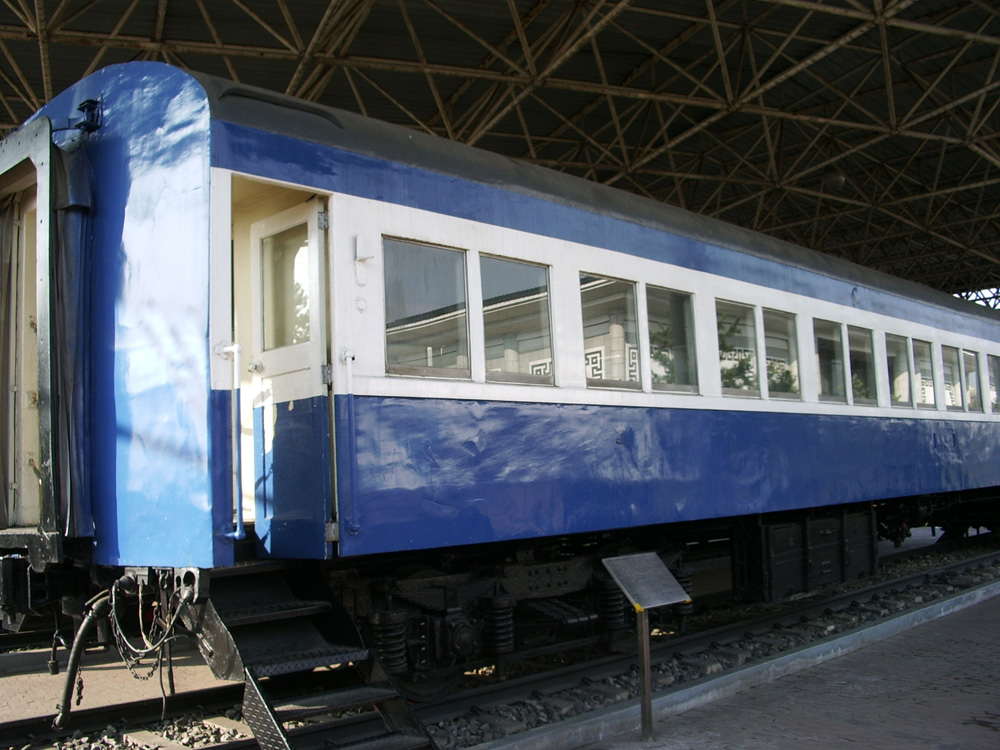
鴿號客車外觀
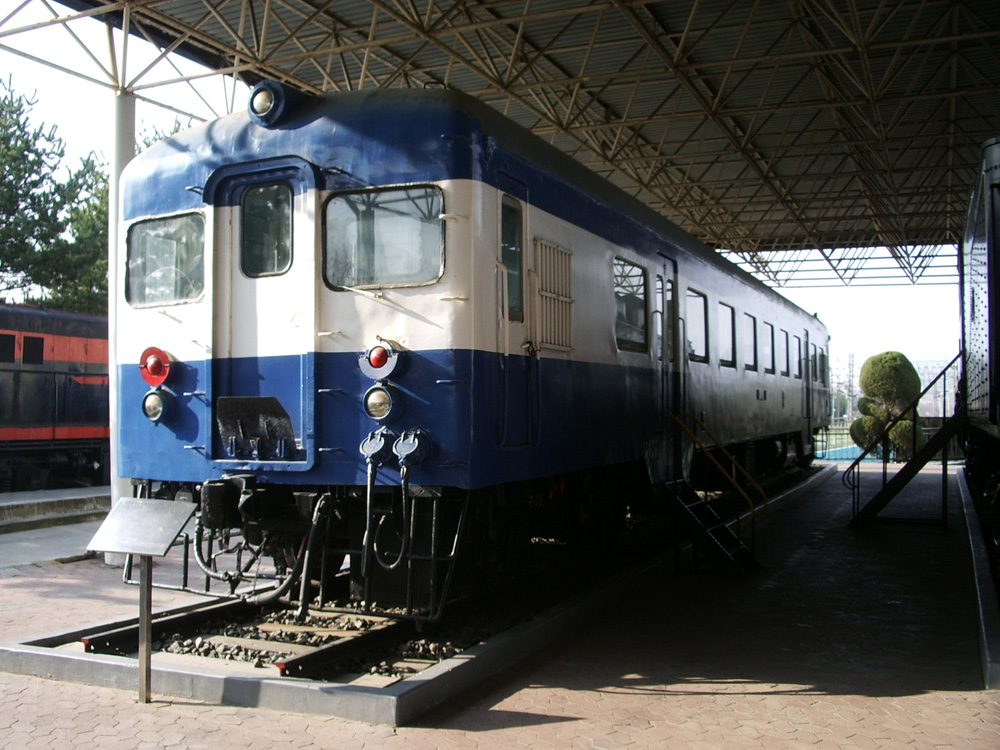
韓國鐵道通勤型柴油動車組

所有鴿號列車皆為非空調列車。

### 客車
鴿號最初使用1959年8月20日投入使用的韓國鐵道廳車廂，該車是韓國第一款國產客車。每節車廂108個座位，車門手動開關，1至10號座位為指定席，其餘座位自由入座。除了長途列車形式的客車，鴿號也使用地鐵形式的客車，該款客車由仁川工場於1965~1970年製造，座位採地鐵形式布局，每節116個座位。1986年統一號客車升級加裝空調，部分未升級的客車降級為鴿號列車使用，與最初的鴿號列車不同，每節車廂僅72個座位，內部布局類似統一號、無窮花號客車。

### 柴油動車組
鴿號在地區通勤列車上也使用韓國鐵道通勤型柴油動車組，該款列車為日本製造，用於取代朝鮮日治時期便開始使用的柴油動車組，於1961年引進，作為通勤列車使用。1974年首都圈電鐵開業，通勤型柴油動車組轉移到首都圈以外使用，仍作為通勤列車使用。隨著鴿號從各路線退出，通勤型柴油動車組於1997年停止使用。